# Горний (Солнечний район)
Го́рний (рос. Горный) — селище у складі Солнечного району Хабаровського краю, Росія. Адміністративний центр та єдиний населений пункт Горненського сільського поселення.

## Населення
Населення — 1523 особи (2010; 1674 у 2002).